# Jean Soreth
Jean Soreth (Caen, 1395? - Angers, 25 de juliol de 1471) va ésser un frare carmelita normand. És venerat com a beat per l'Església catòlica.
Va ésser frare al convent carmelità de Caen; cap al 1438 va doctorar-se en teologia a la Universitat de París i, des de 1440 fou el superior provincial de l'orde a França. En 1451 va ésser elegit com a 25è prior general de l'Orde del Carmel i n'esdevingué un dels grans reformadors, fent que tornés a l'estricta observança de la regla. Visità en 1452 alguns convents observants del sud d'Alemanya, on havia estat a punt de provocar-se un cisma, i aprovà la reforma observant que havien aplicat; a partir del model alemany, va fer estendre la reforma observant al conjunt de convents carmelites, essent seguida per un nombre considerable.
Al capítol general de 1456, a París, es van dictar reglaments per als convents reformats, que podien elegir el seu prior; les visites les faria el provincial, però sempre acompanyat d'un frare d'una comunitat reformada. L'activitat exterior dels frares dels convents reformats es restringia, i renunciaven a qualsevol propietat i privilegi. Realista, però, Soreth va mantenir la regla suavitzada per als convents que decidissin que no podien adoptar la reforma; entenia que, de mica en mica, tots els convents anirien adoptant-la.

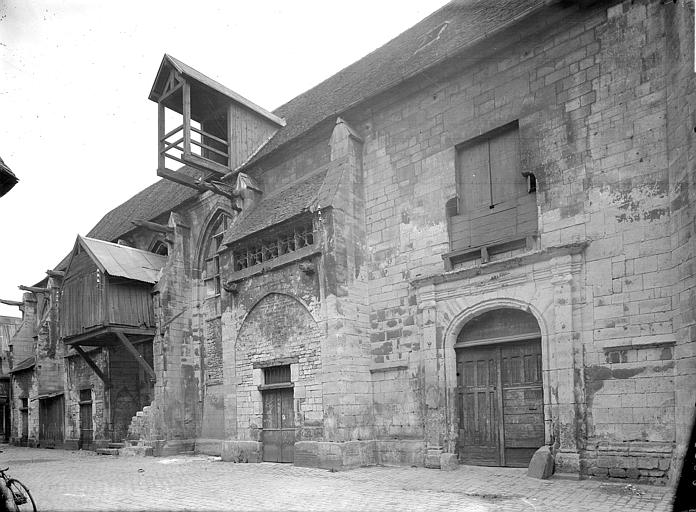
Convent dels carmelites de Caen, destruït el 1944.

Per al conjunt de l'orde va renovar les constitucions de 1362, modificant-les i ampliant-les, regulant l'ofici diví, el vot de pobresa, el silenci i la solitud, els estudis dels frares, el treball i les visites dels superiors; van ésser aprovades a Brussel·les en 1462. La reforma, però, no va ésser acceptada per tothom i molts frares abandonaren l'orde en desacord. Per convèncer-los, Soreth viatjà, sempre a peu, a convents de França, Alemanya, Itàlia i Anglaterra. Per explicar el seu pensament, havia escrit Expositio paraenetica in Regulam Carmelitarum (Exposició exhortatòria de la Regla Carmelitana).
Va tenir un paper important en la fundació del segon orde, el de les Monges Carmelites. En 1452 havia rebut les dones que, essent laiques i sense prendre vots, vivien segons la regla carmelita a un convent de Ten Elsen (Gueldren), i els va donar la direcció espiritual dels frares. El 7 d'octubre de 1452 va oficialitzar aquesta afiliació quan el papa Nicolau V va reconèixer-la en la butlla Cum nulla. Igualment, va confiar les comunitats de dones que, de manera semblant, s'havien format a Florència, a l'orde carmelita, formant així la branca femenina de l'orde. En 1455 va integrar-hi les "germanes enclaustrades" de Nieukirk, en un procés similar. Ja com a convent carmelità, va fundar el primer monestir de monges a Dinant, cap al 1455, a Lieja en 1457 i a Harlem i Huy en 1466. En 1463 es va fundar el monestir de Bon-don a Bretanya, i el març de 1468, Soreth va rebre al si de l'orde la duquessa Francesca d'Amboise, després beatificada. També va fundar els monestirs de Namur (1468) i Vilvoorde (1469).
Igualment, en 1455 va redactar una regla per al tercer orde laic carmelità, per regular algunes comunitats que s'havien anat formant.
Morí a Angers en 1471, malalt de còlera. Una tradició, no confirmada, deia que havia estat enverinat per un frare que no estava d'acord amb la reforma de l'orde.
Fou beatificat el 3 de maig de 1866 per Pius IX.